# Powiat Minamiakita
Powiat Minamiakita (jap. 南秋田郡 Minamiakita-gun) – powiat w Japonii, w prefekturze Akita. W 2024 roku liczył 20 193 mieszkańców.

## Miejscowości
- Gojōme
- Hachirōgata
- Ikawa
- Ōgata